# Annabelle (Lied)
Annabelle ist ein Lied, das von Ray Henderson (Musik) und Lew Brown (Text) verfasst wurde und 1923 im New Yorker Musikverlag Ager, Yellen & Bornstein Inc. erschien.

## Hintergrund
Die Musik zu Hendersons Shimmy-Song basierte auf Lew Browns Textidee Oh! Annabelle, Oh! Annabelle! You’ve made a wild man out of me. Stellvertretend für das Jahr 1923 nahm die Musikzeitschrift Variety Annabelle in ihre Liste Hit Parade of a Half Century auf. Henderson und Brown hatten mit Annabelle keine großen kommerziellen Erfolg; erst mit dem wenig später mit Mort Dixon und Billy Rose verfassten Lied That Old Gang of Mine (1923) gelang ihm ein Hit.

## Coverversionen
Zu den Musikern, die den Song ab 1923 coverten, gehörten Ted Lewis (Columbia A-3957), das Cameo Dance Orchestra (Cameo 378), Brooke Johns and his Orchestra unter Leitung von Jack Shilkret (Victor 19 108), Kaplan’s Melodists (Edison Diamond Disc 51190) und Vincent Lopez, in Berlin Arpád Varosz (Homocord B.332, November 1923) und Eric Borchards Atlantik Jazz Band (Grammophon 14 802, März 1924), in Buenos Aires Eleuterio Yribarren.
Der Tenor Hermann Feiner sang das Stück mit einem deutschen Text am 25. Januar 1925 für das Lindström-Label Beka auf Platte. Der Untertitel der deutschen Ausgabe lautete Wenn meine Frau die ganze Nacht. Das Lied erschien auch als Notenrolle für elektrische Klaviere im Handel.
In den Vereinigten Staaten wurde der Song vor allem durch die spätere Aufnahme von Lawrence Welk mit The Hoosier Hot Shots von 1939 populär. Der Diskograf Tom Lord listet im Bereich des Jazz mehrere Coverversionen, u. a. vom Fritz Trippel Trio und The Martinos (mit Oscar Klein).  Das Lied war auch als Notenrolle für elektrische Klaviere erhältlich.